# Індуктивні константи
Індуктивні константи (рос. индукционные константы заместителей, англ. inductive constants of substituents) —
- 1. σo — константа замісника в бензольному ядрі, яке безпосередньо не зв'язане з реакційним центром (напр., у феніл-оцтових кислотах). Характеризує чистоіндуктивний ефект заміщеного фенілу, у випадку відсутності прямої полярної кон'югації з реакційним центром.

C6H5CH2COOH — C6H5CH2COO–+ H+ (K0)
XC6H4CH2COOH — XC6H4CH2COO–+ H+ (Kx)σo= (1/0.46) lg (Kx/K0)
- 2. σ* — константа Тафта, характеризує ін.уктивний ефект замісника в системах типу XCH2COOR:

σ* = [lg(k/k0)B — lg(k/k0)A] / 2.48,
де k та k0 — константи швидкості гідролізу XCH2COOR та CH3COOR; ін.екси А та В відносяться до реакції в кислому й лужному середовищі відповідно.
- 3. σI — константа замісника, що характеризує його індуктивний ефект через бензольне кільце в мета- i пара-положеннях в ароматичній шкалі ін.уктивних ефектів.

Між σI та σ* існує залежність
σI(Х)= 0,45 σ* (CH2X).